# Arne Schiøtz
Arne Schiøtz (* 29. Januar 1932 in Nørresundby, Nordjütland; † 11. Mai 2019) war ein dänischer Herpetologe. Sein Forschungsschwerpunkt war die afrikanische Froschlurchfauna. Zudem war er Naturschützer, Umweltberater und Leiter von Ökotourismustouren.

## Leben
Schiøtz war der Sohn von Erik S. Schiøtz und Martine Larssen, geborene Titte. Sein Vater war Buchhalter und später Unterdirektor der örtlichen Bank. Nach dem Schulabschluss in Aalborg begann er 1950 ein Biologiestudium an der Universität Kopenhagen, wobei er auch ein Jahr in Grönland verbrachte. Er leistete seinen Militärdienst ab und war als Vertreter der dänischen Armee drei Monate lang freiwillig auf dem US-amerikanischen Luftwaffenstützpunkt in Thule. 1958 machte er seinen Magister-Abschluss und 1959 reiste er nach Nigeria. Auf dieser Exkursion des Zoologischen Museums befasste er sich zunächst mit der Temperaturregulierung bei Eidechsen, einem Thema, das auch bereits im Mittelpunkt seines Magisterstudiums stand, doch schon bald darauf widmete er sich der Froschlurchforschung, die seine gesamte Forscherkarriere beeinflussen sollte. Nach seiner Rückkehr aus Nigeria wurde ihm eine Stelle als Assistent des Direktors des Kopenhagener Zoos angeboten, wo er für das Terrarium verantwortlich war. 1960 begleitete er seinen Professor auf einer Exkursion mit Studenten auf der Suche nach der Rotbauchunke. Dabei lernte er seine spätere Frau Vibeke Søager, die Tochter von Henning Søager, dem ehemaligen Direktor des Freizeitparks Tivoli kennen, die er 1962 heiratete. Aus dieser Ehe gingen zwei Söhne hervor. 
1961 erhielt er ein Stipendium der Carlsberg-Stiftung, mit dem er ein halbes Jahr in Ghana verbrachte, um seine Arbeit über Laubfrösche fortzusetzen. Es folgten weitere, meist von der Carlsberg-Stiftung finanzierte und oft mit seiner Frau unternommene Expeditionen nach Nigeria, Sierra Leone und an die Elfenbeinküste, worüber Schiøtz eine Reihe von Schriften über die Amphibienfauna verschiedener westafrikanischer Länder sowie eine erste Zusammenfassung der Stimmen afrikanischer Frösche veröffentlichte. Bis 1967 wurden auf Nachtwanderungen 15.000 Laubfrösche und andere Amphibien gesammelt, Farbfotos gemacht und die Froschstimmen auf Tonband aufgenommen. Im selben Jahr wurde er mit der Dissertation The treefrogs (Rhacophoridae) of West Africa an der Universität Kopenhagen zum Doktor der Philosophie promoviert. Diese Schrift erschien auch als Buch, das einen Überblick über die Systematik, Biologie und geographische Verbreitung von 55 Laubfroscharten gibt. 
1964 trat Schiøtz die Nachfolge von Mogens Højgaard als Direktor von Danmarks Akvarium an, wo er 1974 einige seiner Ideen für ein modernes, thematisches Aquarium, das sowohl der allgemeinen Information als auch der Bildung dient, durch die große Erweiterung mit Landschaftsaquarien und einem biologischen Museum verwirklichte. Er blieb bis 1996 Direktor, in dieser Zeit wurde das dänische Aquarium in zwei Stufen erweitert. 
Schiøtz engagierte sich auch aktiv für den Naturschutz und als 1972, unter der Schirmherrschaft von Prinz Henrik, die dänische Sektion des WWF gegründet wurde, übernahm Schiøtz das Amt des Generalsekretärs, das er sechs Jahre lang ehrenamtlich ausübte. Schließlich wurden die Anforderungen für dieses WWF-Engagement zu anspruchsvoll, sodass Schiøtz zurücktrat und stattdessen Vorstandsmitglied des WWF wurde. Von 1971 bis 1979 war er Experte des Justizministeriums für Zoofragen, Vorstandsmitglied der Organisation Den Danske Naturfond und der Dansk Ornitologisk Forening (BirdLife Dänemark) und von 1973 bis 1977 sowie erneut von 1985 bis 1990 Mitglied des Naturschutzrats. Von 1978 bis 1980 und von 1983 bis 1990 war er Vizepräsident des WWF Dänemark. 1980 bat ihn Prinz Philip, der damalige Präsident von WWF International, das Amt des Naturschutzdirektors beim WWF in der Schweiz zu übernehmen. 
Schiøtz nahm an und verließ das Aquarium für drei Jahre. In der Schweiz änderte er die allgemeine Naturschutzstrategie des WWF von der Erhaltung von Arten hin zur Erhaltung von Lebensräumen und Faunen, da ihm die Erhaltung einzelner Arten sinnlos erschien, solange ihre Lebensräume verschwanden. Wissenschaftliches Arbeiten und das Beschreiben von Arten war für Schiøtz nur im Zusammenhang mit dem Schutz der Natur sinnvoll. 
Zurück im Aquarium war er noch drei Jahre lang Direktor, aber 1990 verließ er es erneut, da er von der dänischen Entwicklungsbehörde DANIDA entsandt wurde, um beim Aufbau einer staatlichen Umweltbehörde in Bhutan zu helfen. In Anerkennung seines umfassenden Beitrags zum weltweiten Naturschutz wurde ihm im Jahr 2000 die Ehrenmitgliedschaft des WWF-International verliehen. Er ging 1996 in den Ruhestand, setzte aber seine wissenschaftliche Arbeit fort. So bereiste er beispielsweise Süd- und Zentralafrika und veröffentlichte sein Opus magnum Treefrogs of Africa (1999) sowie mehrere Abhandlungen über die Taxonomie und Biogeographie afrikanischer Frösche. Seine letzte wissenschaftliche Expedition fand 2005 statt, als er im Alter von 73 Jahren in der Demokratischen Republik Kongo nach Laubfröschen suchte und dabei auch eine Woche in einer Piroge auf dem Kongo-Fluss verbrachte. Schließlich musste er seine wissenschaftliche Arbeit einstellen, da er nicht mehr in der Lage war, für neues Material nach Afrika zu reisen. Schiøtz setzte jedoch seine Naturschutzarbeit in der Gemeinde und der lokalen Regierung in Nordseeland (Dänemark), wo er und seine Frau auf einen kleinen Bauernhof gezogen waren, aktiv fort. Im Jahr 2008 erhielt er von der Herpetological Association of Africa eine Auszeichnung für seinen „außergewöhnlichen Beitrag zur afrikanischen Herpetologie“.
Arne Schiøtz war Autor und Coautor von 30 herpetologischen Veröffentlichungen (sowie zahlreicher Beiträge in der Roten Liste gefährdeter Arten der IUCN), wobei die drei einflussreichsten seine Bücher über westafrikanische (1967), ostafrikanische (1975) und afrikanische Laubfrösche (1999) sind. Er veröffentlichte auch einige nicht-herpetologische Beiträge, darunter 1974 einen Führer zu Danmarks akvarium und 1969 Akvariefisk og planter, zusammen mit Preben Dahlstrøm. Dieses Buch wurde in verschiedene Sprachen übersetzt, darunter 1970 auf Deutsch von Dieter Vogt unter dem Titel Bestimmungsbuch Aquarienfische. Bestimmen – Pflegen – Züchten. 
Schiøtzes wissenschaftliche Arbeit lässt sich in drei Perioden aufteilen, die alle mit der afrikanischen Froschlurchfauna verbunden sind: In den 1960er Jahren konzentrierte er sich auf westafrikanische Frösche. Er unternahm verschiedene Exkursionen in viele westafrikanische Länder und veröffentlichte faunistische Daten, beschrieb viele neue Arten und schrieb seine erste umfassende Abhandlung über die Stimmen der Nicht-Laubfrösche sowie seine Monographie über westafrikanische Laubfrösche. In den 1970er und frühen 1980er Jahren erweiterte er seinen Fokus und begann, über ostafrikanische Laubfrösche, über die äußerst komplexe Artengruppe von Hyperolius viridiflavus sowie über Froschstimmen zu publizieren (einschließlich einiger Arbeiten mit Jean-Louis Amiet über kamerunische Arten). In den 2000ern veröffentlichte Schiøtz weitere Arbeiten über die Taxonomie und Zoogeographie der afrikanischen Laubfrösche. Insgesamt beschrieb er 38 afrikanische Froscharten und Unterarten, von denen 35 derzeit anerkannt sind. Schiøtz war der erste Taxonom, der die Bioakustik bei der Erkennung und Beschreibung neuer afrikanischer Arten intensiv nutzte, und leistete damit Pionierarbeit für einen nicht ausschließlich morphologischen und damit integrativen taxonomischen Ansatz, der heute in der Regel durch molekulare Techniken ergänzt oder teilweise dominiert wird. Ein weiteres Forschungsfeld, das er initiierte, war die standardisierte Bewertung und Beschreibung des sexuellen Dichromatismus bei Froschlurchen.

## Ehrungen und Dedikationsnamen
1996 wurde Schiøtz mit dem Rungstedlund-Preis ausgezeichnet. Sein Name wird in den Epitheta von sechs Froscharten und -unterarten gewürdigt, darunter: 
- Leptopelis ocellatus schiotzi Laurent, 1973
- Astylosternus schioetzi Amiet, 1978
- Cardioglossa schioetzi Amiet, 1982
- Kassina schioetzi Rödel, Grafe, Rudolf & Ernst, 2002
- Phrynobatrachus schioetzi Blackburn & Rödel 2011
- Ptychadena arnei Perret, 1997